# Веселий Кут (Новоукраїнський район)
Весéлий Кут — село в Україні, у Рівнянській сільській громаді Новоукраїнського району Кіровоградської області. Населення становить 337 осіб.

## Населення
Згідно з переписом УРСР 1989 року чисельність наявного населення села становила 452 особи, з яких 272 чоловіки та 180 жінок.
За переписом населення України 2001 року в селі мешкало 336 осіб.

### Мова
Розподіл населення за рідною мовою за даними перепису 2001 року:
| Мова       | Відсоток |
| ---------- | -------- |
| українська | 95,85 %  |
| російська  | 4,15 %   |